# Corrado Costa
Corrado Costa (Mulino di Bazzano, 9 agosto 1929 – Reggio Emilia, 9 febbraio 1991) è stato un poeta italiano, appartenente al Gruppo 63.

## Biografia
Laureato in legge visse ed esercitò l'avvocatura a Reggio Emilia, ma fu soprattutto un valido poeta che si cimentò in diverse opere sperimentali, come le raccolte di poesia Pseudobaudelaire e Le nostre posizioni, il racconto L'equivalente, le opere teoriche come Inferno Provvisorio e La sadisfazione letteraria. Manuale per l'educazione dello scrittore. Pubblicò nel 1984, con il fotografo Antonio Contiero, sulla rivista "Frigidaire" (n.38), la poesia "Caccia ai 7 errori in un film visto due volte di seguito" in una versione illustrata.
Fondò, insieme ad Adriano Spatola e Giorgio Celli, la rivista Malebolge.
Fece parte della redazione di Tam Tam, la rivista fondata nel 1972 da Adriano Spatola e Giulia Niccolai.
Nel 1988 ha prestato la propria voce nell'interpretazione del testo Esecuzione all'alba, di Giuseppe Caliceti. 

## Opere
- Pseudobaudelaire, Scheiwiller, Milano, 1964.
- Guida del viaggiatore immobile:  A proposito di OBSOLETO romanzo di Vincenzo Agnetti, Scheiwiller, Milano, 1968.
- L'equivalente, Scheiwiller, Milano, 1969.
- Le nostre posizioni, Geiger, Torino, 1972.
- La sadisfazione letteraria. Manuale per l'educazione dello scrittore, Cooperativa scrittori, Roma ,1976.
- William Blake in Beulah. Saggio visionario su un poeta a fumetti, Squilibri edizioni, Milano ,1977.
- The Complete Films Red Hill Press,  San Francisco & Los Angeles, 1983.
- Sillabaria, 1 volume (4 carte), 35x25 cm Esemplare unico con collage di inserti in pluriball e testo autografo in oro su cartoncino nero, Edizioni Pari&Dispari, Cavriago, 1983.
- Cose che sono parole che restano, a cura di Aldo Tagliaferri, Diabasis, Reggio Emilia, 1995.
- The Complete Films - Poesia Prosa Performance, a cura di Eugenio Gazzola, Le Lettere,  Firenze, 2008.
- Le apparizioni dell'uomo invisibile, a cura di Eugenio Gazzola, con saggi di N. Balestrini, E. Gazzola, A. Cortellessa, D. Rossi, I. Rossi, D. Bozzini, R, Barilli; Mazzotta, Milano, 2009.
- I Minimi Sistemi e Altre storie, a cura di Eugenio Gazzola, Diabasis,  Parma, 2014.
- Guida del viaggiatore immobile:  A proposito di OBSOLETO romanzo di Vincenzo Agnetti, in Obsoleto, collana Diaforia (a cura di Giuseppe Calandriello e Daniele Poletti) saggi di Germana Agnetti, Cecilia Bello Minciacchi, Bruno Corà, Corrado Costa, Cinquemarzo, Viareggio 2017.
- BIF e altre storie - Corrado Costa, Toni Contiero, Frigidaire - a cura di Pierluigi Tedeschi, due fumetti (uno inedito) e un inserto speciale della Rivista Frigidaire con un testo di Vincenzo Sparagna, HP Reveal e Augemented BIF a cura di Cinzia Pietribiasi, Realizzazione editoriale Emanuele Ferrari, Progetto grafico e impaginazione Luca Guerri,  ISBN 9788899044275, collana I Quaderni [n.9], Edizioni ABao AQu, Bosco a Mesola (FE), aprile 2018.
- Poesie infantili e giovanili (1937-1960) - OPERE POETICHE I, a cura di Chiara Portesine, con un testo di Patrizia Vicinelli, Argolibri, Ancona, 2019, ISBN 978-88-31225-06-9.
- Poesie edite e inedite (1947-1991) - OPERE POETICHE II, a cura di Chiara Portesine, prefazione di Aldo Tagliaferri, Argolibri, Ancona, 2021, ISBN 9788831225151.
- Immaginare Ravenna, a cura di Giovanni Fontana, Edizioni Roberto Peccolo, Livorno, 2021, ISBN 9788896294567.